# 佐々木喜章
佐々木 喜章（ささき よしあき、1955年12月12日 - ）は、日本の政治家。元茨城県利根町長（2期）。元利根町議会議員（3期）。息子は俳優の佐々木卓馬。

## 来歴
茨城県利根町布川に生まれる。利根町立布川小学校、利根町立利根中学校、駿台学園高等学校、日本大学法学部卒業。
1999年（平成11年）4月、利根町議会議員に初当選。2007年（平成19年）、町議に3期目の当選。
2009年（平成21年）7月12日に行われた利根町長選挙に立候補するも、候補者4人中、得票数2位で落選。
2013年（平成25年）7月21日に行われた利根町長選挙は現職の遠山務との一騎打ちとなるも落選。
2017年（平成29年）7月2日に行われた利根町長選挙では現職の遠山務と元町長の井原正光を破り、連続3回目の出馬で初当選。投票率は過去最低の57.47％。7月24日、町長に就任。